# Paraclathurella thecla
Paraclathurella thecla é uma espécie de gastrópode do gênero Paraclathurella, pertencente a família Clathurellidae.